# 43. Primetime Emmy-gála
A 43. Primetime Emmy-gála során az 1989 és 1990 között főműsoridőben bemutatott, amerikai televíziós programokat értékelték. A jelölteket az Academy of Television Arts & Sciences választotta ki. A Los Angeles-i Pasadena Civic Auditoriumben tartott ceremóniát a Fox tűzte műsorra 1991. augusztus 25-én. A műsor házigazdái Dennis Miller, Jamie Lee Curtis és Jerry Seinfeld voltak.

## Győztesek és jelöltek
A nyertesek félkövérrel jelölve.

### Műsorok
| Legjobb vígjátéksorozat | Legjobb drámasorozat |
| --- | --- |
| - Cheers (NBC) - Designing Women (CBS) - Öreglányok (NBC) - Murphy Brown (CBS) - The Wonder Years (ABC) | - L.A. Law (NBC) - China Beach (ABC) - Miért éppen Alaszka? (CBS) - Quantum Leap – Az időutazó (NBC) - Thirtysomething (ABC)                                 |
| Legjobb varietésorozat vagy különkiadás | Legjobb tévéfilm vagy minisorozat |
| - 63. Oscar-gála (ABC) - In Living Color (Fox) - The Kennedy Center Honors: A Celebration of the Performing Arts (CBS) - Late Night with David Letterman (NBC) - The Muppets Celebrate Jim Henson (CBS) - The Tonight Show Starring Johnny Carson (NBC) | - Separate but Equal (ABC) - A kitüntetés napja (NBC) - Josephine Baker élete (HBO) - Veszettség (Showtime) - Feleség kerestetik (CBS) - Cseregyerekek (NBC) |

### Színészek

#### Főszereplők
| Legjobb férfi főszereplő (vígjátéksorozat) | Legjobb női főszereplő (vígjátéksorozat) |
| --- | --- |
| - Burt Reynolds (Wood Newton) - Kisvárosi mesék (CBS) (Epizód: "A Day in the Life of Wood Newton") - Ted Danson (Sam Malone) - Cheers (NBC) (Epizód: "Bad Neighbor Sam") - John Goodman (Dan Conne) - Roseanne (ABC) (Epizód: "Her Boyfriends Back") - Richard Mulligan (Dr. Harry Weston) - Empty Nest (NBC) (Epizód: "The Mentor") - Craig T. Nelson (Coach Hayden Fox) - Coach (ABC) (Epizód: "The Break-Up")                         | - Kirstie Alley (Rebecca Howe) - Cheers (NBC) (Epizód: "The Days of Wine and Neuroses") - Candice Bergen (Murphy Brown) - Murphy Brown (CBS) (Epizód: "On Another Plane") - Blair Brown (Molly Dodd) - The Days and Nights of Molly Dodd (Lifetime) (Epizód: "Here's a Pregnant Pause") - Delta Burke (Suzanne Sugarbaker) - Designing Women (CBS) (Epizód: "The Bachelor Auction") - Betty White (Rose Nylund) - Öreglányok (NBC) (Epizód: "Once, in St. Olaf") |
| Legjobb férfi főszereplő (drámasorozat) | Legjobb női főszereplő (drámasorozat) |
| - James Earl Jones (Gabriel Bird) - Gabriel's Fire (ABC) (Epizód: "Pilot") - Scott Bakula (Sam Beckett) - Quantum Leap – Az időutazó (NBC) (Epizód: "Tudathasadás") - Peter Falk (Columbo) - Columbo (ABC) (Epizód: "Columbo és a rocksztár gyilkosa") - Kyle MacLachlan (Dale Cooper) - Twin Peaks (ABC) (Epizód: "Tizenhetedik rész – Önkényes jog") - Michael Moriarty (Ben Stone) - Esküdt ellenségek (NBC) (Epizód: "Indifference") | - Patricia Wettig (Nancy Krieger Weston) - Thirtysomething (ABC) (Epizód: "Guns and Roses") - Dana Delany (Colleen McMurphy) - China Beach (ABC) (Epizód: "Fever") - Sharon Gless (Rosie O'Neill) - The Trials of Rosie O'Neill (CBS) (Epizód: "When I'm 44") - Angela Lansbury (Jessica Fletcher) - Gyilkos sorok (CBS) (Epizód: "Thursday's Child") |
| Legjobb férfi főszereplő (minisorozat vagy különkiadás) | Legjobb női főszereplő (minisorozat vagy különkiadás) |
| - John Gielgud (Haverford Downs) - Summer's Lease (PBS) - James Garner (Albert Sidney Finch) - A kitüntetés napja (NBC) - Dennis Hopper (Paris Trout) - Veszettség (Showtime) - Sidney Poitier (Thurgood Marshall) - Separate but Equal (ABC) - Christopher Walken (Jacob Witting) - Feleség kerestetik (CBS) | - Lynn Whitfield (Josephine Baker) - Josephine Baker élete (HBO) - Glenn Close (Sarah Wheaton) - Feleség kerestetik (CBS) - Barbara Hershey (Hanna Trout) - Veszettség (Showtime) - Suzanne Pleshette (Leona Helmsley) - Leona Helmsley: A fukarság királynője (CBS) - Lee Purcell (Bessie Robertson) - Az összetartás próbája (NBC) |

#### Mellékszereplők
| Legjobb női főszereplő (minisorozat vagy különkiadás) | Legjobb női mellékszereplő (vígjátéksorozat) |
| --- | --- |
| - Jonathan Winters (Gunny Davis) - Davis Rules (ABC) (Epizód: "Rules of the Game", "Mission: Improbable") - Charles Durning (Dr. Harlan Elldridge) - Kisvárosi mesék (CBS) (Epizód: "Whatever Happened to Clutch Newton?", "The Baby Show") - Woody Harrelson (Woody Boyd) - Cheers (NBC) (Epizód: "Veggie-Boyd", "Woody Interruptus") - Michael Jeter (Herman Stiles) - Kisvárosi mesék (CBS) (Epizód: "Chip Off the Old Brick", "Sex Education") - Jerry Van Dyke (Luther Van Dam) - Coach (ABC) (Epizód: "Cabin Fever", "A Father and Son Reunion")                                            | - Bebe Neuwirth (Lilith Crane) - Cheers (NBC) (Epizód: "Veggie-Boyd", "Rat Girl") - Elizabeth Ashley (Freida Evans) - Kisvárosi mesék (CBS) (Epizód: "There Once Was a Boy Named Wood", "Chip Off the Old Brick") - Faith Ford (Corky Sherwood) - Murphy Brown (CBS) (Epizód: "Trouble in Sherwood-Forrest", "Corky's Place") - Estelle Getty (Sophia Petrillo) - Öreglányok (NBC) (Epizód: "Ebbtide's Revenge", "There Goes the Bride: Part 1") - Rhea Perlman (Carla Tortelli) - Cheers (NBC) (Epizód: "Carla Loves Clavin", "Pitch It Again, Sam")                                                        |
| Legjobb férfi mellékszereplő (drámasorozat) | Legjobb női mellékszereplő (drámasorozat) |
| - Timothy Busfield (Elliot Weston) - Thirtysomething (ABC) (Epizód: "Sifting the Ashes", "Second Look") - David Clennon (Miles Drentell) - Thirtysomething (ABC) (Epizód: "Out the Door", "A Stop at Willoughby") - Richard Dysart (Leland McKenzie Jr.) - L.A. Law (NBC) (Epizód: "The Beverly Hills Hangers", "Mutinies on the Banzai") - Jimmy Smits (Victor Sifuentes) - L.A. Law (NBC) (Epizód: "God Rest Ye Murray Gentleman", "The Gods Must Be Lawyers") - Dean Stockwell (Al Calavicci) - Quantum Leap – Az időutazó (NBC) (Epizód: "Látogatás haza, 2. rész (Vietnam)", "Tudathasadás") | - Madge Sinclair (Empress Josephine) - Gabriel's Fire (ABC) (Epizód: "Tis the Season", "The Great Waldo") - Marg Helgenberger (KC Kolowski) - China Beach (ABC) (Epizód: "History, Part II – She Sells More Than Sea Shells", "100 Klicks Out") - Piper Laurie (Catherine Martell) - Twin Peaks (ABC) (Epizód: "Tizennegyedik rész – Démonok", "Tizenkilencedik rész – Álarcosbál") - Melanie Mayron (Melissa Steadman) - Thirtysomething (ABC) (Epizód: "Melissa and Men", "Melissa in Wonderland") - Diana Muldaur (Rosalind Shays) - L.A. Law (NBC) (Epizód: "He's a Crowd", "The Beverly Hills Hangers") |
| Legjobb férfi mellékszereplő (minisorozat vagy különkiadás) | Legjobb női mellékszereplő (minisorozat vagy különkiadás) |
| - James Earl Jones (Junius Johnson) - Hőhullám (TNT) - Rubén Blades (Giuseppe Pepito Abatino) - Josephine Baker élete (HBO) - David Dukes (Jo Bouillon) - Josephine Baker élete (HBO) - Richard Kiley (Earl Warren) - Separate but Equal (ABC) - Leon Russom (Titus Wardlow) - Az összetartás próbája (NBC) | - Ruby Dee (Rowena) - A kitüntetés napja (NBC) - Olympia Dukakis (Katherine Campbell) - Szerencsés nap (ABC) - Vanessa Redgrave (Erzsébet orosz cárnő) - Katalin cárnő ifjúsága (TNT) - Doris Roberts (Mimi Finkelstein) - The Sunset Gang (PBS) - Elaine Stritch (Rose) - An Inconvenient Woman (PBS) |

#### Egyedülálló alakítások
| Legjobb egyedülálló alakítás varieté vagy zenés műsorban |
| --- |
| - Billy Crystal – 63. Oscar-gála (ABC) - Dana Carvey – Saturday Night Live (NBC) - Harry Connick Jr. – Swinging Out with Harry (PBS) - Damon Wayans – In Living Color (Fox) - Keenan Ivory Wayans – In Living Color (Fox) |

### Rendezők
| Legjobb rendező (vígjátéksorozat) | Legjobb rendező (drámasorozat) |
| --- | --- |
| - Cheers (NBC) (Epizód: "Woody Interruptus") – James Burrows - The Days and Nights of Molly Dodd (Lifetime) (Epizód: "Here's a Little Touch of Harry in the Night") – Jay Tarses - Murphy Brown (CBS) (Epizód: "On Another Plane") – Barnet Kellman - Seinfeld (NBC) (Epizód: "The Pony Remark") – Tom Cherones - The Wonder Years (ABC) (Epizód: "The Ties That Bind") – Peter Baldwin | - Equal Justice (ABC) (Epizód: "In Confidence") – Thomas Carter - China Beach (ABC) (Epizód: "You, Babe") – Mimi Leder - Cop Rock (ABC) (Epizód: "Pilot") – Gregory Hoblit - L.A. Law (NBC) (Epizód: "God Rest Ye Murray Gentleman") – Tom Moore |
| Legjobb rendező (varietésorozat vagy különkiadás) | Legjobb rendező (minisorozat vagy különkiadás) |
| - Late Night with David Letterman (NBC) – Hal Gurnee - 63. Oscar-gála (ABC) – Jeff Margolis - The Kennedy Center Honors: A Celebration of the Performing Arts (CBS) – Dwight Hemion | - Josephine Baker élete (HBO) – Brian Gibson - Absolute Strangers (CBS) – Gilbert Cates - A kitüntetés napja (NBC) – Robert Markowitz - Feleség kerestetik (CBS) – Glenn Jordan                                                                  |

### Forgatókönyvírók
| Legjobb forgatókönyv (vígjátéksorozat) | Legjobb forgatókönyv (drámasorozat) |
| --- | --- |
| - Murphy Brown (CBS) (Epizód: "Jingle Hell, Jingle Hell, Jingle All The Way") – Gary Dontzig, Steven Peterman - The Days and Nights of Molly Dodd (Lifetime) (Epizód: "Here's a Little Touch of Harry in the Night") – Jay Tarses - Murphy Brown (CBS) (Epizód: "On Another Plane") – Diane English - Seinfeld (NBC) (Epizód: The Deal") – Larry David - Seinfeld (NBC) (Epizód: "The Pony Remark" – Larry David, Jerry Seinfeld | - L.A. Law (NBC) (Epizód: "On the Toad Again") – David E. Kelley - L.A. Law (NBC) (Epizód: "Lie Harder") – Judith Feldman, Sarah Woodside Gallagher - L.A. Law (NBC) (Epizód: "Mutinies on the Banzai") – David E. Kelley, Patricia Green, Alan Brennert - Miért éppen Alaszka? (CBS) (Epizód: "Utazás a Riviérára") – Joshua Brand, John Falsey - Thirtysomething (ABC) (Epizód: "Second Look") – Ann Lewis Hamilton |
| Legjobb forgatókönyv (varietésorozat vagy különkiadás) | Legjobb forgatókönyv (minisorozat vagy különkiadás) |
| - 63. Oscar-gála (ABC) - In Living Color (Fox) - Late Night with David Letterman (NBC) - The Muppets Celebrate Jim Henson (CBS) - Saturday Night Live (NBC) | - House of Cards (PBS) – Andrew Davies - A kitüntetés napja (NBC) – Robert W. Lenski - Veszettség (Showtime) – Peter Dexter - Feleség kerestetik (CBS) – Patricia MacLachlan - Separate but Equal (ABC) – George Stevens Jr. |

### Egyéb
| Legjobb castingolás minisorozatban vagy különkiadásban | Legjobb vágás többkamerás sorozatban |
| ------------------------------------------------------ | --- |
| - Alixe Gordin – Separate but Equal (ABC)              | - Murphy Brown (CBS) (Epizód: "On Another Plane") – Tucker Wiard - Cheers (NBC) (Epizód: "The Days of Wine and Neuroses") – Andy Ackerman - Cheers (NBC) (Epizód: "Rat Girl") – Sheila Amos - Coach (ABC) (Epizód: "The Break-Up") – Andrew Chulack |

## Fordítás
- Ez a szócikk részben vagy egészben  a(z)   43rd Primetime Emmy Awards című angol Wikipédia-szócikk fordításán alapul.  Az eredeti cikk szerkesztőit annak laptörténete sorolja fel. Ez a jelzés csupán a megfogalmazás eredetét és a szerzői jogokat jelzi, nem szolgál a cikkben szereplő információk forrásmegjelöléseként.